# Ashton Kutcher
Christopher Ashton Kutcher (/ˈkʊtʃər/; sinh ngày 7 tháng 2 năm 1978), được biết đến nhiều hơn với tên Ashton Kutcher, là một diễn viên, nhà sản xuất, người mẫu thời trang, diễn viên hài Mỹ nổi tiếng với vai Michael Kelso trong hài kịch tình huống Fox That '70s Show. Anh cũng tạo ra, sản xuất và dẫn Punk'd, và đóng trong các phim Hollywood Dude, Where's My Car?, Just Married, The Butterfly Effect, The Guardian, và What Happens in Vegas. Anh cũng sản xuất và đồng sáng tạo sô truyền hình siêu nhiên Room 401 và sô truyền hình thực tế Beauty and the Geek. Kutcher hiện là đồng diễn viên chính trong hài kịch tình huống CBS Two and a Half Men trong vai Walden Schmidt.

## Thời trẻ
Kutcher sinh ở Cedar Rapids, Iowa. Anh là con trai của Diane (nhũ danh Finnegan), một người làm cho Procter & Gamble và cha là Larry M. Kutcher, một công nhân nhà máy. Cha anh là người gốc Bohemia (Séc) còn mẹ anh là người lai Ai Len, Đức và Bohemia. Kutcher được nuôi dưỡng trong một gia đình Công giáo Rôma bảo thủ, với bà chị gái Tausha, và người anh em sinh đôi, Michael, được cấy tim khi hai anh em còn là trẻ con. Người anh em sinh đôi của Kutcher bị chứng liệt não và là người phát ngôn cho tổ chức luật sư Reaching for the Stars.